# Aconophora
Genre
Aconophora est un genre d'insectes hémiptères de la famille des Membracidae.

## Liste d'espèces
Selon Catalogue of Life (7 novembre 2019) :
- Aconophora albipennis Dietrich
- Aconophora compressa Walker
- Aconophora cultellata Walker
- Aconophora elongata Dietrich
- Aconophora elongatiformis Dietrich
- Aconophora elongatoides Dietrich
- Aconophora elongatula Dietrich
- Aconophora flavipes Germar
- Aconophora imbellis Fairmaire
- Aconophora laminata Fairmaire
- Aconophora longicornis Dietrich
- Aconophora marginata Walker
- Aconophora mexicana Stål
- Aconophora obfuscata Buckton
- Aconophora robusta Dietrich
- Aconophora talpula Funkhouser

Selon NCBI (7 novembre 2019) :
- Aconophora compressa
- Aconophora ferruginea
- Aconophora flavipes
- Aconophora laminata
- Aconophora marginata
- Aconophora mexicana
- Aconophora robusta